# Ranghulu

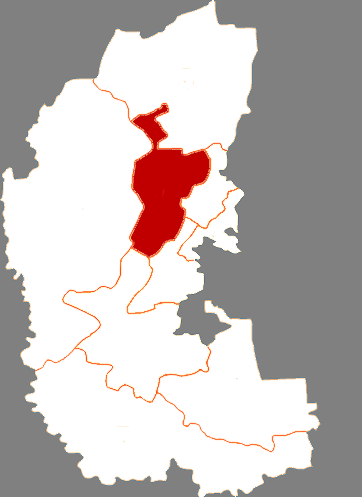
Die Lage des Stadtbezirks Ranghulu in der Stadt Daqing

Der Stadtbezirk Ranghulu (chinesisch 让胡路区, Pinyin Rànghúlù Qū) ist ein Stadtbezirk in der chinesischen Provinz Heilongjiang. Er gehört zum Verwaltungsgebiet der bezirksfreien Stadt Daqing. Ranghulu hat eine Fläche von 1.191 km² und zählt 592.603 Einwohner (Stand: Zensus 2020). 